# 오사마 빈라덴의 죽음

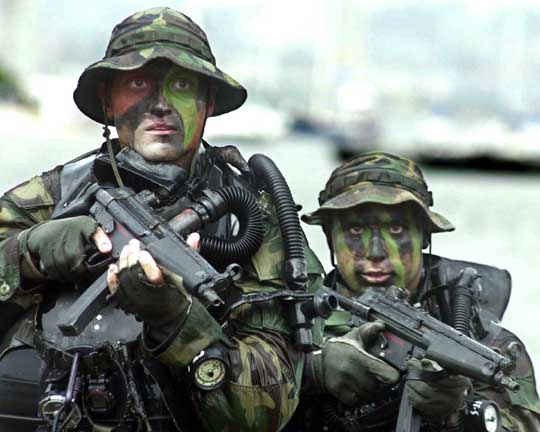
HK MP5 기관단총을 들고 물속에서 나온 네이비 씰. 1962년 1월 1일 케네디 대통령이 창설했다.

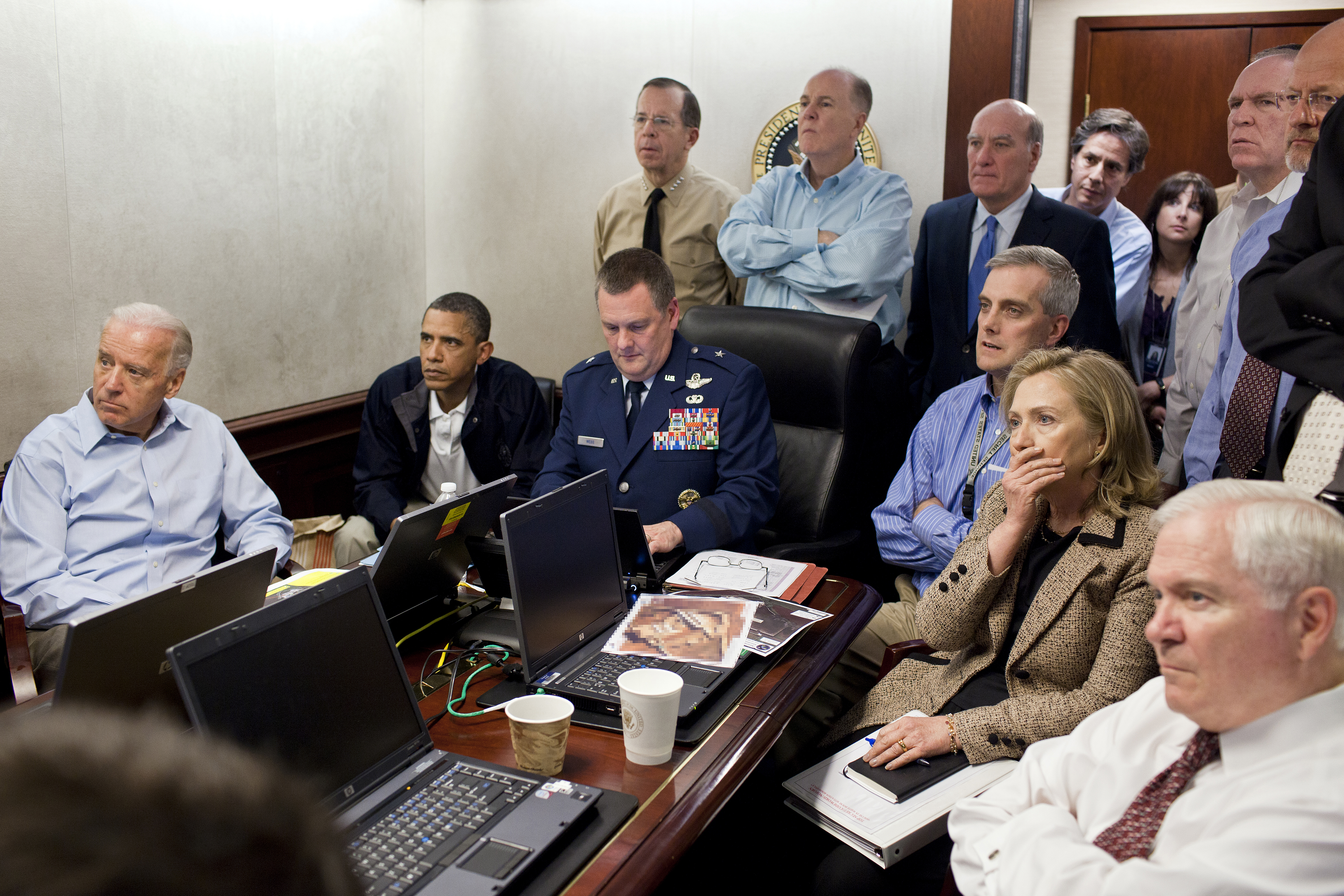
오바마 대통령이 백악관 상황실에서 넵튠 스피어 작전의 위성 생중계를 시청하고 있다. 백악관 상황실은 1961년 케네디 대통령이 만들었다.

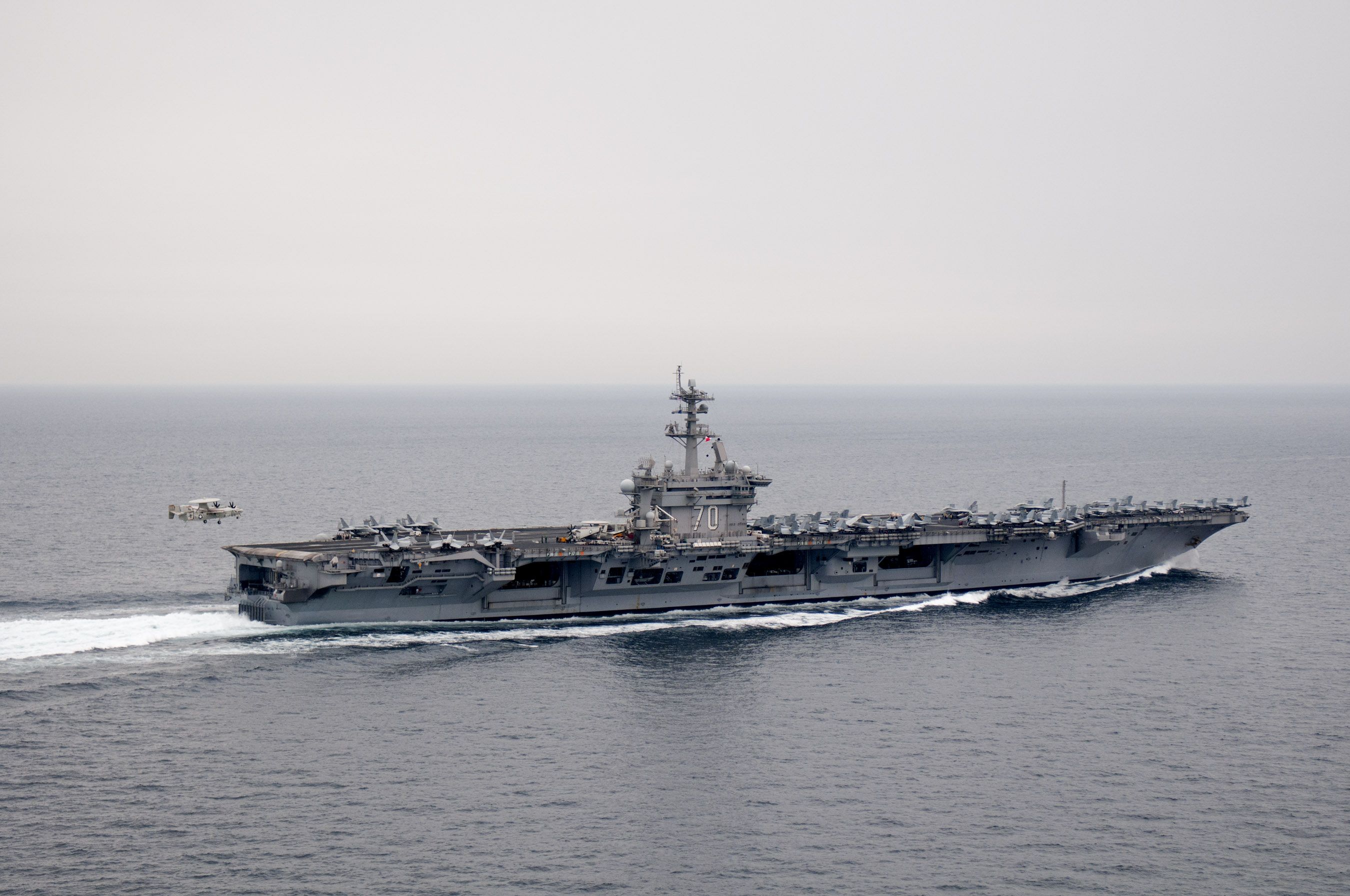
미해군 제5함대의 칼 빈슨 항공모함에 접근 중인 E-2C 호크아이

오사마 빈라덴의 죽음, 넵튠 스피어 작전(영어: Operation Neptune Spear)로도 알려진 이 작전은 2011년 5월 2일에 실행된 미국의 오사마 빈라덴 사살 작전이다. CIA가 작전을 주도했으며, 미 해군의 최정예 특수부대인 DEVGRU(미 해군 특수전개발단. 구 SEAL 6팀) 대원 25명이 블랙호크 헬리콥터 2기와 치누크 헬리콥터 2기에 탑승해 작전에 참여했다. 빈라덴의 CIA 암호명은 제로니모였다.
파키스탄 현지시간 2011년 5월 2일 01시 00분, (5월 1일, 20:00 UTC, 16:00 EDT)에 작전이 시작되었다. 오바마 대통령은 다른 주말과 같이, 이 날에도 워싱턴 DC 인근의 앤드류스 공군기지에서 골프를 쳤으며, 9홀까지 4시간가량 골프를 치고 중도에 복귀하여, 동부시각 16시에 작전이 시작되었고, 백악관 지하 벙커에서 DEVGRU 대원의 헬멧 카메라를 통해 위성 생방송을 시청하였다.
아보타바드의 파키스탄 정보기관의 안가에 은신 중이던 빈라덴을 DEVGRU가 현장에서 사살했다.
아보타바드는 수도 이슬라마바드의 북쪽 51km에 있는 인구 12만 명의 도시이며, 파키스탄 육군사관학교와 육군 2사단의 사단 본부가 위치해 있다. 빈라덴이 살던 집은 보통 가옥보다 8배나 큰 3층 구조의 대규모 주택이었으며, 파키스탄 육군사관학교에서 불과 1.3km 떨어져 있었다. 3년 전부터 거주한 것으로 알려졌다.
알 카에다는 파키스탄이 배신을 한 것이라면서 제1차 보복목표는 파키스탄이며 그 다음이 미국이라고 선언했다. 그러나, 미국은 파키스탄 정부에게 알리지 않고 진행한 작전이며, 미군 헬리콥터들이 작전을 수행하는 동안, 다행스럽게도 파키스탄 공군이 추적에 실패한 것이지, 파키스탄 정부의 협조가 있었던 것은 아니라고 주장하고 있다.
파키스탄과 빈라덴의 관계와 관련해서는, 2001년 911 테러 직전에, 파키스탄의 원자력 위원회 책임자들이 오사마 빈라덴에게 핵무기를 제조하거나 획득할 방법에 대해 조언한 것으로 드러났으며, 압둘 카디르 칸 박사와 함께 이들이 가택연금된 적이 있다. 2001년 11월 10일, 파키스탄 영자신문 "새벽(Dawn)"의 인터뷰에서, 빈라덴은 "핵무기와 화학무기를 가지고 있으며 이를 사용할 준비도 되어 있다"고 경고했으며, 2002년 12월 15일, 미국 뉴스 전문 인터넷 사이트 월드 넷 데일리는 알 카에다가 1998년 옛 소련 비밀경찰(KGB) 출신인 체첸 마피아로부터 3,000만 달러를 주고 핵 배낭 20개를 구입했다고 보도했다.
CRS 보고서에 따르면, 미국은 2001년 911 테러 이후, 빈라덴을 잡기 위해 10년간 430조 원을 썼으며, 간접비용을 포함하면 1000조 원을 넘게 썼다고 한다.

## 사망 확인
미국 정부는 DEVGRU 대원 25명이 40여분간의 교전 끝에 빈라덴을 사살했으며, 항공모함 칼빈슨 호로 시신을 옮겨와 사망 9시간 만에 추에 매달아 바다에 수장해서, 누구도 시신을 찾을 수 없을 것이라고 밝혔다. 그러나, 빈라덴이 사살되었다는 근거가 없다는 견해도 있다. 미국 정부는 이에 대해 입증이 될 만한 어떠한 사진이나 동영상도 공개하지 않고 있다. 사망을 입증할 사진 공개를 고려중이나, 너무 참혹해서 분노를 자극할 수 있다고 우려하고 있다. 원래 알 카에다는 빈라덴이 체포되거나 살해되면 보유한 핵가방으로 핵 테러를 할 것이라고 경고했었다.

## 영화
- 제로 다크 서티 - CIA에서 근무하는 주인공 마야가 동료들과 함께 오사마 빈 라덴을 추적하는 과정을 주로 다루며, 제로니모 작전은 결말부에 다루고 있다. 이 과정에서 미국이 고문 등을 포함한 전쟁 범죄를 자행한 사실을 다루기도 한다.

## 같이 보기
- 오사마 빈라덴
- 아이만 알자와히리
- 미국 해군 특수전 개발단